# Дос-Мукасан
Дос-Мукасан (каз. Дос-Мұқасан) — советско-казахский вокально-инструментальный ансамбль, созданный студентами Казахского политехнического института в 1967 году в Баянауле. Основателями ансамбля и его первыми исполнителями были Досым Сулеев, Мурат Кусаинов, Камит Санбаев, Александр Литвинов. Позже к ансамблю присоединились Дарига Турсунова, Шарип Омаров, Бахытжан Джумадилов, Акнай Шомотов, Аскар Джанкушуков, Нуртас Кусаинов, Курманай Омарова и Акжол Меирбеков.

## Жанры
Ансамбль исполняет собственные произведения на казахском и русском языках, a также народные казахские песни в собственной аранжировке.

## Достижения
- Первое место на Всесоюзном фестивале дружбы народов в Ташкенте в 1971 г.
- Лауреат Всесоюзного конкурса профессиональных исполнителей в Минске, 1973 г.
- Золотая медаль на Всемирном фестивале молодёжи и студентов в г. Берлине, 1973 г.
- Лауреат премии Ленинского комсомола Казахстана в 1974 г.

## История названия ансамбля
В 1967 году интернациональный студенческий отряд Казахского политехнического института и Будапештского университета имени Карла Маркса строил жилые дома в Баянаульском районе Павлодарской области. Там же в сельском клубе был дан первый концерт студентов, которые основали данный ансамбль.
После этого выступления отряд венгерских студентов дал название ансамблю «Дос-Мукасан». Иностранные студенты составили название ансамбля из первых слогов имен его основателей: «Дос» — лидер группы Досым Сулеев, «Му» — Мурат Кусаинов, «Ка» — Камит Санбаев, «Сан» — Саня (Александр) Литвинов.

## Дискография

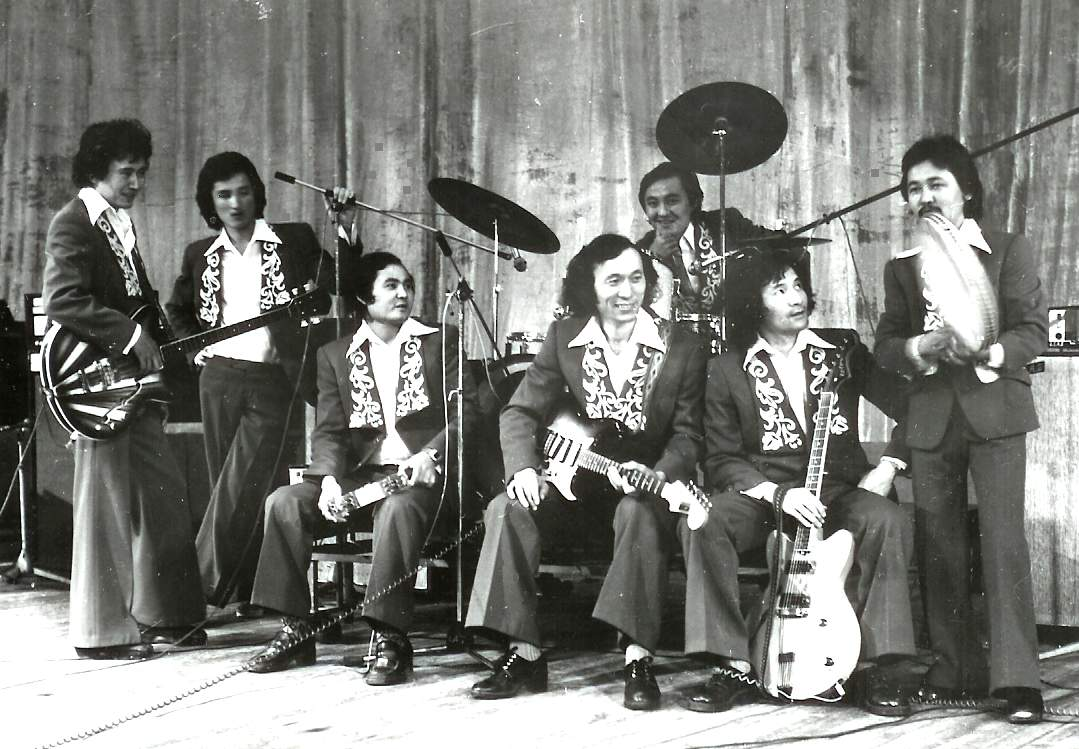
На концерте

- 1971 — ВИА «Дос-Мукасан» — Д-00031399-400
- 1973 — ВИА «Дос-Мукасан» — СМ 0004363-4
- 1973 — ВИА «Дос-Мукасан» — ГД-0003443-4
- 1973 — ВИА «Дос-Мукасан» — ГД-0003445-6
- 1976 — ВИА «Дос-Мукасан» — С60-07677-78
- 1980 — ВИА «Дос-Мукасан» — СМ00 791 (компакт-кассета)
- 1983 — ВИА «Дос-Мукасан» — С60-19101-009

Компиляции
- 1972 — 33ГД-0002911 Кругозор 1972 N5 (11) Первый оттиск. Казахские молодёжные ансамбли «Дос-Мукасан» и «Айгуль».
- 1977 — Г92-06497-98 Кругозор N12(11) Ансамбль «Дос-Мукасан» (Казахстан)
- 1980 — С60 13531-2, Песни о целине

## Список некоторых песен
- Бәрінен де сен сұлу
- Ты — моя мечта
- Куә бол
- Tой жыры
- Құдаша
- Дударай
- Туған жер
- Сұлу қыз
- Наз қоңыр
- 16 қыз
- Қарлығаш
- Жанарым
- Ахау бикем
- Ақ сиса
- Алатау
- Алматы түнi
- Арал
- Қайдасың
- Су тасушы қыз
- Шофер келеді Қырманға
- Ауылың сенің іргелі
- Қуанышым менің
- Ләйлім-шырақ
- Бойжеткен
- Ғашықтар әні
- Жыр жазамын жүрегімнен
- Сағындым сені
- Күт мені
- Бақытқа барар жолда
- Жігіттер жыры
- You are the beautiful

## В культуре
- «Дос-Мукасан», фильм-байопик, 2022 год[2].

## Интересные факты

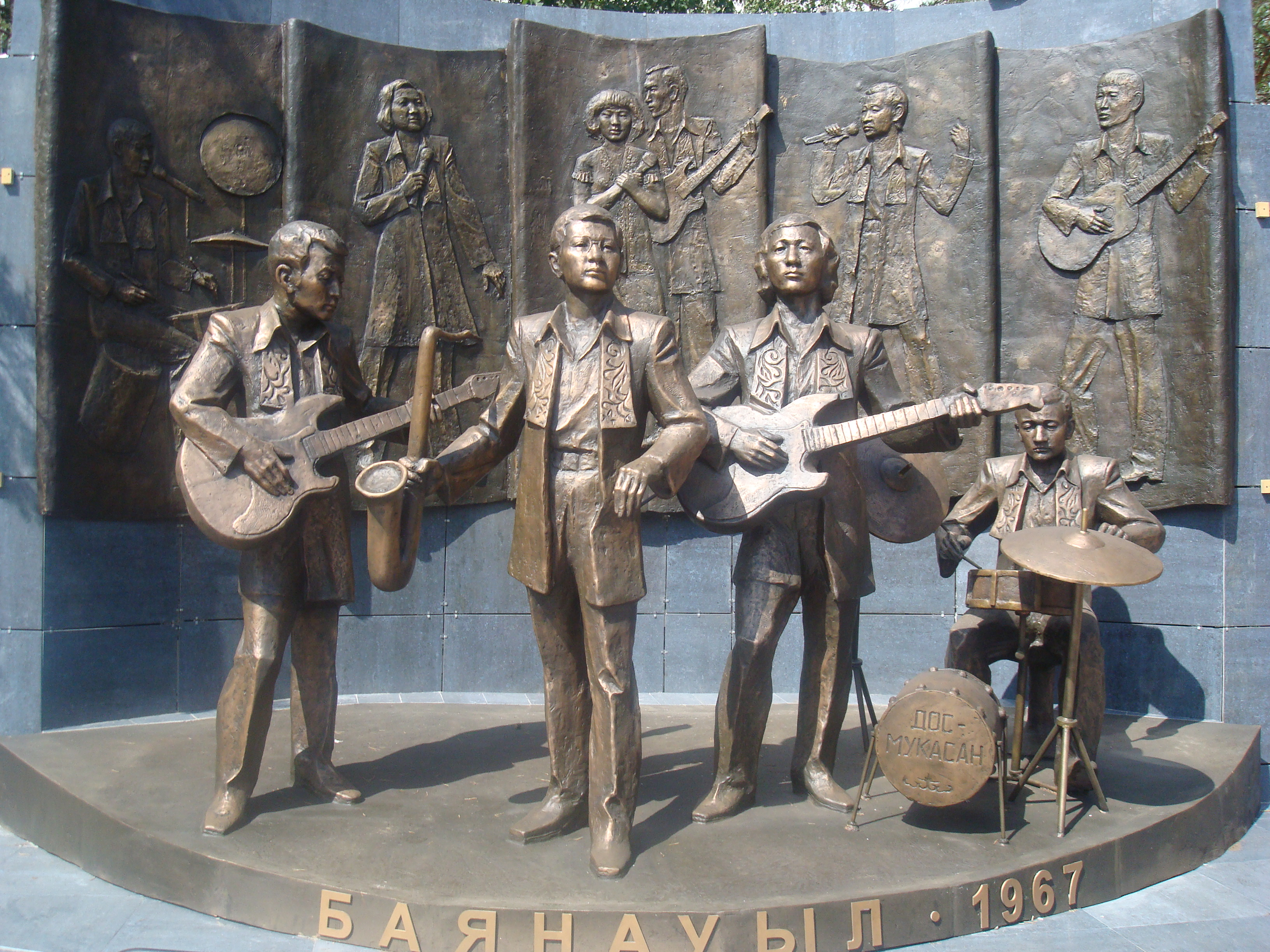
Памятник ансамблю «Дос-Мукасан» в Павлодаре

- Один из студентов-основателей и первый руководитель ансамбля, Досым Сулеев, позже стал ректором своей Alma Mater — КазНТУ имени К. Сатпаева.
- В Павлодаре был возведён памятник на территории Павлодарского Государственного Университета имени Торайгырова и представляет собой архитектурную композицию из бронзовых скульптур четырёх основателей группы, которые стоят на переднем плане в полтора роста.
- Членами ансамбля являются сегодня два академика и один член-корреспондент НАН РК.